# Neagoe Ștrehăianul
Neagoe Ștrehăianul sau Neagoe dela Craiova a fost un boier din Țara Românească , din secolul al XV-lea. El este Întemeietorul Familiei Craiovescu. Pe vremea lui Basarab Laiotă cel Bătrân în 1475 ajunge boier de vază în Sfatul Domnesc.

### Familia
A fost fiul unui Barbu, Paharnic pe vremea lui Alexandru Aldea. Se căsătorește cu Stana, fiica paharnicului Barbu și nepoata de fiică lui Dan I și după cu Vinia, o sârboaică. El a avut 4 fii:
- Barbu I, primul ban al Craiovei din Familia sa. S-a călugărit la bătrânețe sub numele de Pahomie.[2]

Apostoli și portretele donatorilor - Barbu I Craiovescu și Negoslava.

- Pârvu I, Vornic.[2]
- Danciu, Comis.[2]
- Radu, Postelnic.[2]